# The Gun Club
Pour l'association fictive, voir De la Terre à la Lune#Résumé.
The Gun Club est un groupe de punk blues américain, originaire de Los Angeles. Il est actif du début des années 1980 jusqu'en 1996, année du décès de Jeffrey Lee Pierce, son chanteur et leader.

## Historique
Jeffrey Lee Pierce (né le 27 juin 1958, à Montebello, Californie et décédé le 31 mars 1996) vit les premières années de sa vie entre El Monte et Reseda. Adolescent, il devient rapidement une célébrité locale, hantant les clubs de Hollywood ou signant des articles (critiques de disques et chroniques de concert) dans les fanzines d'alors comme Slash magazine. Grand fan du groupe Blondie, Jeffrey Lee Pierce devient à l'époque le président de leur fan-club et se lie d'amitié avec Deborah Harry et Chris Stein.
Musicalement marqué par le blues, le rhythm and blues, par des groupes comme Creedence Clearwater Revival et la scène punk américaine (X, Television, ou The Cramps), Jeffrey rencontre Kid « Congo » Powers, le pousse à s'initier à la guitare et avec lui forme le groupe The Creeping Ritual en 1979. Sur les conseils d'un ami de longue date, Keith Morris des Circle Jerks, ils décident de changer de nom et se rebaptisent The Gun Club. Avec une rythmique composée du bassiste Rob Ritter et du batteur Terry Graham, le groupe se met à jouer régulièrement dans les clubs de Los Angeles (Cathay De Grande, Madame Wongs, Starwood, Whisky, etc.), se forgeant une solide réputation et élaborant pas à pas le répertoire d'un tout premier album, Fire of Love, qui voit le jour en 1981. Fire Of Love sort initialement sur le label Slash Records, né des cendres du magazine éponyme. Le succès est immédiat malgré le départ de Kid Congo pour les Cramps, remplacé par Ward Dotson.
À cette époque, la principale influence de Gun Club reste le blues traditionnel et notamment Robert Johnson dont il recrée le Preachin' the Blues. Ils ajoutent d'autres standards à leur répertoire comme le Cool Drink of Water de Tommy Johnson ou le Fire of Love de Jody Reynolds. Ajoutant çà et là quelques touches punk, pop, rockabilly, country ou swampy soul, le groupe crée un son inédit qui rapidement inspire un nombre important de groupes de rock.
Le deuxième album, Miami, est ainsi nommé parce que Pierce considère cette ville comme le « plus grand mouroir du monde », le disque se voulant un « hommage funèbre ». Réalisé en 1982, il est produit par Chris Stein et édité sur Animal, le label de Blondie. Pierce tente alors de soigner son addiction au bourbon, faisant durant l'enregistrement de nombreux séjours à l'hôpital. Fortement influencé par le hillbilly, cet album reçoit un accueil critique favorable notamment en Europe où le groupe se produit fin 1982 incorporant dans ses rangs la bassiste punk Patricia Morrison.
Miné par les problèmes de boisson et les écarts de Pierce, le groupe change régulièrement de personnel au fil de la fin des années 1980. Au début des années 1990, Pierce tente de donner une nouvelle impulsion au groupe avec le retour de Kid Congo à la guitare, Nick Sanderson étant à la batterie et son épouse japonaise Romi Mori à la basse. La dissolution définitive du Gun Club est causée par la mort du chanteur et fondateur en 1996.

## Postérité
En France, Noir Désir enregistre une chanson en hommage à Jeffrey Lee Pierce, peu après sa mort, intitulée Song for JLP sur l'album 666.667 Club. Le chanteur de Noir Désir, Bertrand Cantat, a aussi participé à un album hommage pour Jeffrey Lee Pierce, The Journey Is long, deuxième volet du Jeffrey Lee Pierce Sessions Project sur lequel on retrouve aussi Nick Cave et Cypress Grove.

## Discographie

### Albums studio
- Fire of Love (1981)
- Miami (1982)
- The Las Vegas Story (1984)
- Mother Juno (1987)
- Pastoral Hide and Seek (1990)
- Divinity (1991)
- Lucky Jim (1993)

### Singles et EP
- Ghost On The Highway/Sex Beat (single « double face A », 1981)
- Fire of Love (single, 1982)
- Death Party (EP, 1983)
- Sex Beat 81  (live semi-officiel, single, 1986)
- Breaking Hands (single, 1988)
- Sex Beat (single, 1989)
- The Great Divide (single, 1990)
- Pastoral, Hide & Seek (The Lost Song) (single, 1991)

### Compilations
- In Exile (compilation, 1992)
- Early Warning (double album, compilation de démos et raretés, 1997)
- Da Blood Done Signed My Name (double album, compilation de démos et raretés ; réédition de Early Warning avec une interview en supplément)
- The Life & Times of Jeffrey Lee Pierce & The Gun Club (prises de studio et en live, compilation en boîte de 4 CD, 2008)

### Lives
- The Birth, The Death, The Ghost (1983, enregistré en 1980)
- Sex Beat '81 (Live) (album semi-officiel, 1984)
- Two Sides Of The Beast (1984)
- Love Supreme (semi-officiel 1985)
- Danse Kalinda Boom - Live in Pandora's Box (1985)
- Death Party (semi-officiel, 1987 — ne comporte pas de pistes tirées de l'EP homonyme de 1983)
- Ahmed's Wild Dream a.k.a. Live in Europe (1992, réédité par bang!records en 2009 avec une couverture inédite)
- Larger Than Live (2008, enregistré en 1990 — et non en 1992 comme le stipule la couverture)
- Cry To Me (single, 1993)
- Walkin' With The Beast (single, 2004)

## Vidéos et DVD Live
- Live At The Hacienda 1983 (vidéo live, 1994)
- Preaching The Blues (vidéo live, 1995, enregistrée en 1984)
- Live At The Hacienda 1983-1984 (DVD live, 2006, réédition des deux vidéos ci-dessus)
- Fire Of Love (DVD live, 2007 enregistrements de 1983 et 1985)
- Ghost On The Highway (documentaire, 2008)
- Hardtimes Killin’ Floor Blues (documentaire sur Jeffrey Lee Pierce, 2008)